# Progebiophilus
Genre
Progebiophilus est un genre de crustacés isopodes.

## Liste des espèces
Selon World Register of Marine Species (30 décembre 2018) :
- Progebiophilus assisi Kazmi & Bourdon, 1997
- Progebiophilus bakeri (Hale, 1929)
- Progebiophilus brevis Bourdon, 1981
- Progebiophilus bruscai Salazar-Vallejo & Leija-Tristan, 1990
- Progebiophilus chapini (Van Name, 1920)
- Progebiophilus elongatus An, Williams & Yu, 2009
- Progebiophilus euxinicus (Popov, 1929)
- Progebiophilus filicaudatus (Shiino, 1958)
- Progebiophilus insperatus Markham, 2005
- Progebiophilus kensleyi Markham, 2005
- Progebiophilus sinicus Markham, 1982
- Progebiophilus upogebiae (Hay, 1917)
- Progebiophilus villosus (Shiino, 1964)